# فساد اداری (فیلم ۱۹۸۹)
فساد اداری (به هندی: Bhrashtachar) و (به انگلیسی: Corruption) فیلمی هندی محصول سال ۱۹۸۹ و به کارگردانی رامش سیپی است. در این فیلم بازیگرانی همچون میتون چاکرابورتی، راجینیکانت، ریکا، شلیپا شیرودکار، انوپم کهیر، راضا مراد، آنجانا ممتاز، بینا بانرجی، سودهیر پاندی، بهاراتی آچرکار و مراد ایفای نقش کرده‌اند.